# Nemankultur

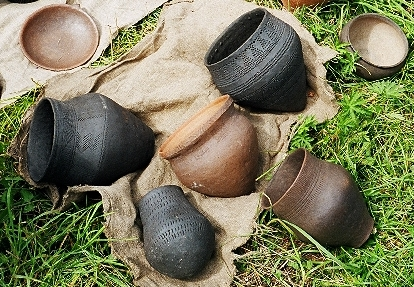
En rekonstruktion av nemankeramik fotograferad i Kernavė.

Nemankultur (tyska: Memelkultur, litauiska: Nemunaskultur, engelska: Nemaskultur) är en arkeologisk kultur som existerade från 5000-talet till 2000-talet f.Kr. Kulturen utvecklades under mesolitikum och fortsatte fram till mellersta neolitikum. Kulturen var spridd i Njemens övre lopp, det vill säga dagens norra Polen, södra Litauen, västra Vitryssland och Kaliningradområdet i Ryssland. Utbredningen var enligt rysk källa centrala och nordöstra Vitryssland, Polen och delar av sydvästra Litauen. I norr gränsade Nemankulturen först till Kundakulturen under mesolitikum och sedan till Narvakulturen under neolitikum.
Kulturområdet, som är beläget omedelbart norr och öster om trattbägarkulturens område i Polen, det vill säga i nordöstra Polen, södra Litauen och sydvästra Vitryssland. Kulturkomplexet benämns nemankultur i ett flertal publikationer till exempel Rimantienė 1992, 1999, Sulgostowska 1998, Piličiauskas 2002. I Vitryssland grundades studiet av kulturen av M.M. Chernyavsky 1966. Han har stått för den mesta forskningen om Nemankulturen i Vitryssland tillsammans med V.F. Isaenko. I Litauen har den främst studerats av Rimutė Rimantienė.

## Nemankulturen under mesolitisk tid
Under den atlantiska perioden blev klimatet allt varmare och ädlare lövträd täckte stora delar av landskapet. De migrerande renhjordarna, huvudbytet för de paleolitiska jägarna drog sig norrut och ersattes av skogens djurvärld. Befolkningen anpassade sitt levnadssätt till den ändrade miljön. De var fortsatt tvingade till ett nomadiskt flyttmönster men rörde sig över mindre områden och stannade oftare på samma platser under längre tid.
De äldsta spåren av människor i detta område kommer från grupper av älgjägare och dateras till cirka 9000 f.Kr. Kulturen kallades vid denna tid för baltisk magdalénien och var närstående brommekulturen i sydskandinavien. Boplatser har påträffats vid floden Nemunas (litauiska) samt vid sjöstränder. Vid Njemen (svenska) utvecklas sedan Nemankulturen från cirka 7000 f Kr. Kulturen baserades i huvudsak på fiske, men man jagar också älg, hjort och bäver. Redskapen är oftast tillverkade av ben eller horn, och kulturen liknar såväl Kundakultur som Maglemosekultur i detta avseende.
Arkeologiska fynd är ofta små lägerplatser som bara har utnyttjats en gång, men också större så kallade basboplatser, som man återvände till upprepade gånger. Dessa basboplatser var ofta lokaliserade nära sjöar och floder. Flintbearbetningen i den mesolitiska Nemankulturen influerades av mikrolitkulturen från sydöst och av mer makrolitiska former från norra Europa i Maglemosekomplexet. Därför kallades kulturen också Mikrolit–Makrolit kulturen för att undvika sammanblandning med den yngre halvneolitiska Nemankulturen. Trots påverkan från olika håll förblir kulturen stabil i  2500–3000 år, vilket talar för att det inte förekom några betydande folkförflyttningar i området. Artefakterna är rätt stabila i sina former med pilspetsar, trapetsformade blad och ovala yxor. Det finns dock vissa indikationer på småskalig odling och fädrift.
Flera arkeologiska kulturer i sydöstra Östersjöområdet (norra Polen, Kaliningrad, Litauen, Lettland, Estland, västra Ryssland och västra Vitryssland), sammanfattas under den arkeologiska termen Forest Neolithic. Det  arkeologiska materialet från dessa kulturer betraktas som oftast lämningar efter jägare och samlare.
Söder om narvakulturens område, i nordöstra Polen, södra Litauen och västra Vitryssland och Kalingradområdet, finns en tidig keramik som på grund av keramiken benämnes neolitisk nemankultur. Lerkärlen inom Nemankulturen  karaktäriseras av svagt profilerade krukor med spetsig botten. Under den äldre fasen som benämnes dubičiaifasen, döpt efter orten med samma namn, var keramiken framförallt magrad med växtmaterial, mer sällan med krossad bergart, kalksten eller krossade snäckskal. Under en senare fas kom med krossat bergartsmaterial att dominera och kärlen gavs en mer markerad profil alltså mer krökta kärlväggar. Kärlen är i allmänhet uppbyggda av snett sammanfogade ringar av lera. Några krukor uppges i den arkeoöogiska litteraturen vara formade i en form. Dekoren på keramiken är ofta applicerad i horisontella zoner eller som nätmönster. Kärl helt utan dekor är också vanliga. Ett särdrag är gropintryck applicerade på kärlväggens insida så att en bula bildas på kärlets yttre yta. 
Nemankulturens äldsta fas, dubičiai, har diskuterats ovan. Den yngre fasen, lysaja gara, är samtida med Skandinaviens tidigneolitikum. Nemankultur betraktas vanligen som en jägar-samlar kultur och det sparsamma osteologiska materialet på de polska boplatserna utgörs av vilda arter (Sulgostowska 1998 s.92-93). Det är dock oklart om detta gäller alla kronologiska faser och i hela nemankulturens utbredningsområde, särskilt som Sulgostowska och Piličiauskas påpekar att nemanboplatser ofta har dåliga bevaringsförhållanden för organiskt material.

## Nemankulturen under neolitisk tid
Det är oklart om avsaknaden av tamdjur gäller alla kronologiska faser och i hela kulturens utbredningsområde, särskilt som  boplatserna ofta har dåliga bevaringsförhållanden för organiskt material.
Den tidiga Lysogorska fasen är uppkallad efter bosättningen Lysaja Gara nära den moderna byn Kruglitsa, Stolbtsovsky-distriktet, i  Minsk-regionen. I dess bildande under yngre stenåldern deltog, förutom nykomlingar från väst, den lokala tidigneolitiska befolkningen som tillhörde den kamkeramiska kulturen. Typiskt för flinttillverkningen är triangulära pilspetsar och ett stort antal huggverktyg. Utmärkande var också spetsbottnad keramik. Kärlen hade distinkt hals och böjd övre kant, med leran blandades med organiskt material och grus av bergart. Jämfört med dubičiai fasen är dekoren rikare, och lerkärlen är bättre brända och har tunnare väggar. Kärlen är dekorerade med djupa gropar på utsidan och insidan, som bildar motsvarande bula på motstående sida. Buken på kärlen  är dekorerade med kamavtryck, linjära stämplar, skåror, punkteringar, ritade linjer. Trattbägarkulturens inflytande märks särskilt i kärlens profilering, släthet, och  linjära stämpelavtryck medan influenser från öster spåras intryck av de kulturerna vid Dnepr-Don och Usvyatsky-kulturen i Podvinia. Medan Nemankulturens äldre fas är tämligen väl daterad, så föreligger bara enstaka dateringar från lysaja gara-fasen. Dateringen från boplatsen vid Korzecznik är samtida med Skandinaviens tidigneolitikum cirka 4000 f Kr.
Den så kallade neolitiska fasen inleds med att keramik börjar tillverkas i mitten på 5:e årtusendet f Kr. Den halvneolitiska (kulturen saknar fortsatt jordbruk). Polska arkeologer använder termen "subneolitisk" om Nemankulturen. Nemankulturen är en fortsättning på den mesolitiska kulturen. De flesta verktygsformerna tillverkade i flinta är mycket lika under mesolitikum och neolitikum. En ny vida spridd form av verktyg var knivar med skärpt egg och utsvängd spets. Kärlen i keramik var smalare och med mer kurviga former än i Narvakulturen.  Dekoren hade ofta ett tunt lager av vit lera som grund och rader av små intryck eller gropar runt mynningen. Resten av kärlet hade diagonala strimmor som ibland formade ett fisknätsmönster. Kärlen kunde också ha rader av små intryck.  En del keramik funnen i Nemankulturen var gjord i Narvakulturen. Detta kan förklaras av flinthandel. Narvakulturen i norr saknade naturligt förekommande flinta på sitt område och bytte till sig flintan från Nemankulturen i utbyte mot keramik. Mot slutet av kulturens existens blev Nemankulturens keramik mer varierad och uppvisar påverkan av Rzucewokulturen. Intryck gjorda med ett snöre eller dekormönster som liknar en gran.
Dobrobor den sena fasen av subneolitisk Nemankultur i Vitryssland  är uppkallad efter det moderna bosättningen byn Dobry Bor, Baranavitski rajon, Brest-regionen, vid floden Shara, som är en biflod till Njemen, Kronologiskt hör fasen som motsvarar senneolitikum. Denna fas skapades och utvecklades under inflytande av klotamfora-kulturen och snörkeramisk kultur och deras keramik. Det finns ett blomstrande  flinthantvek som utmärks av triangulära pilspetsar med urnupen bas, spjutspetsar gjorda med flathuggning med strimmig retuschering på baksidan och verktyg i form av sköror är vanliga. Yxor med avsmalnande kanter och slipade blad. Keramiken har i denna fas kärl med skuggade ytor och de organiska magringsmedlen försvinner Oftast blir halsenpå kärlen mer profilerad och övre kanten är lätt böjd inåt, och den är ofta dekorerad med ett bälte av djupa runda gropar. Prydnaden på kärlbuken är främst vikande punkteringar, som ofta bildar räfflor, avtryck av en linjär stämpel medan så kallad kamstämpel användes sällan, ritade linjer, och snoddmönster av snöre är vanliga.
Det sparsamma osteologiska materialet från tidiga Nemanlokaler innehåller uteslutande ben från vilda arter (Sulgostowska 1998 s.92-93).  Nemankulturens tidiga dateringar kommer från boplatserna Katra 1 och 2 i sydöstra Litauen. Boplatsen ligger nära gränsen till Vitryssland vid Nemunasfloden. Bägge lokalerna innehåller keramik från dubičiai-fasen (Piličiauskas 2002 s.127). Det framgår inte vilket provmaterial som daterats men troligtvis rör det sig om träkol, då flertalet nemanlokaler ligger på sandmark där andra organiska material inte bevaras. Vid sidan av dateringarna från Katra finns ytterligare ett par dateringar publicerade från Litauen och nordöstra Polen.

## Bosättningar, ekonomi och begravningsseder
Bosättningarna var ofta fasta och låg huvudsakligen vid sjöar och vattenvägar. Nemankulturens bosättningar  var oftast belägna på sanddyner och flodstränder på en högre del av översvämningsslätt eller vid kanten av en låga flodterrasser. Boplatserna läg ganska långt ifrån varandra då man hade stora revir för sina jaktmarker och fiskevatten. Nemankulturens byggnader är inte kända i detaljer, men forskarna tror att de var markbundna, fyrsidiga hus, med pålar som bärande element troligen med sadeltak. Boplatserna var större och för mer än en  familj. Mindre täkter för att skaffa flintråvaror är kända.
Den viktigaste försörjningsbasen var jakt, fiske och insamling alltså ett mesolitiskt näringsfång. Jaktverktygen var pil, båge och spjut och harpuner för fiske. Spjuten användes med eller utan harpunspetsar. Senare under neolitikum blev fisket mera dominerande. Både nät och fasta redskap användes inom fisket. 
Begravningar skedde nära bosättningarna. Gravarna beströddes med rödockra. I gravarna hittas ornament, främst hängen av genomborrade djurtänder  som kan ha varit fästade på klädedräkten. Det finns gravar där bara mänskornas huvuden är begravda och resten av kroppen saknas. Entresolgravar är begravningar som har skett inuti husen.
Under tredje årtusendet f Kr upphör Nemankulturen och inlemmas i den kamkeramisk kulturen eller snörkeramiska kulturen, vanligen den senare kulturen.